# Großer Preis von Belgien 1963
Der Große Preis von Belgien 1963 (offiziell XXIII Grote Prijs van Belgie) fand am 9. Juni auf dem Circuit de Spa-Francorchamps in Spa statt und war das zweite Rennen der Automobil-Weltmeisterschaft 1963.

## Berichte

### Hintergrund

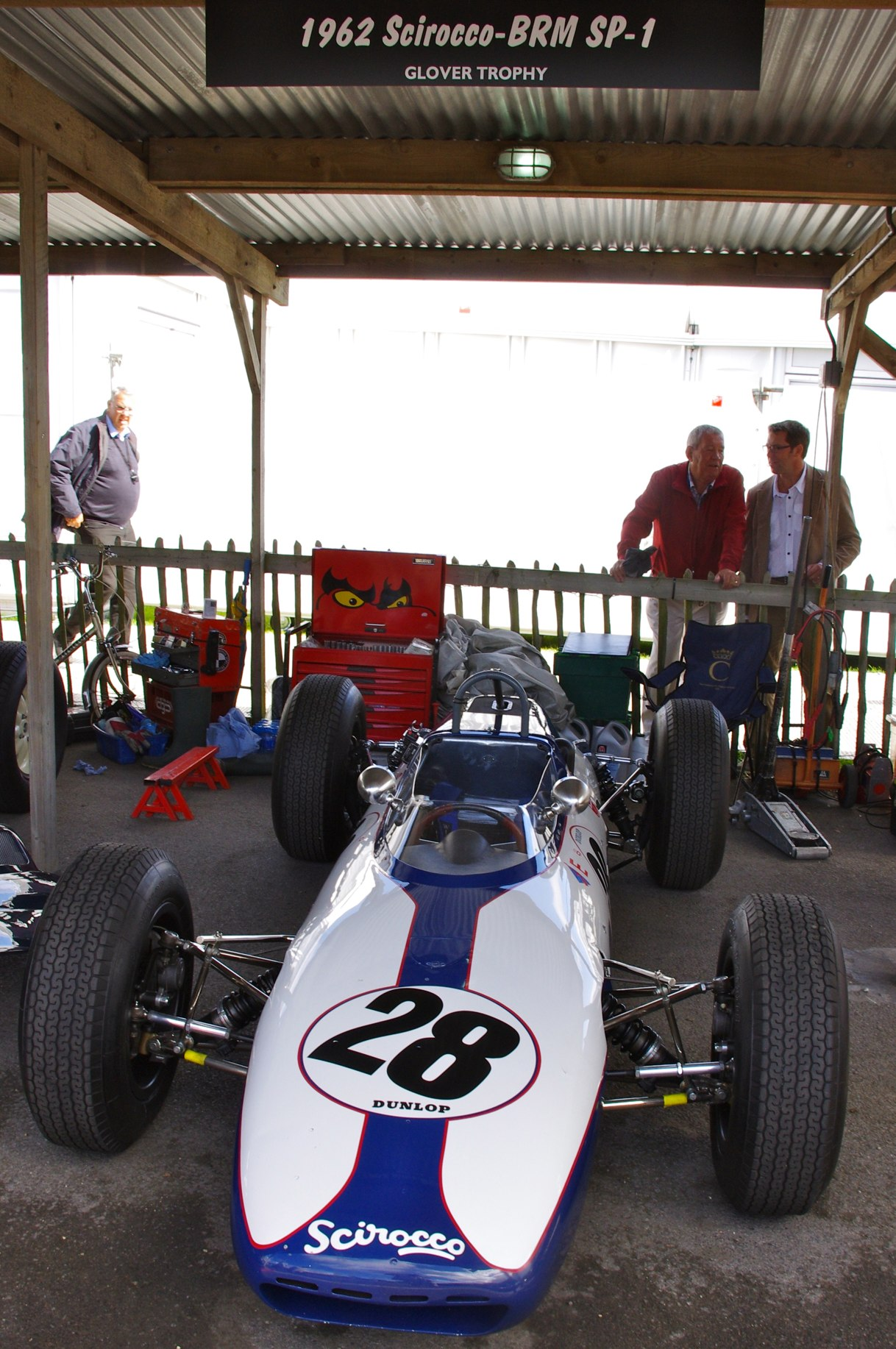
Debütrennen des Scirocco 01

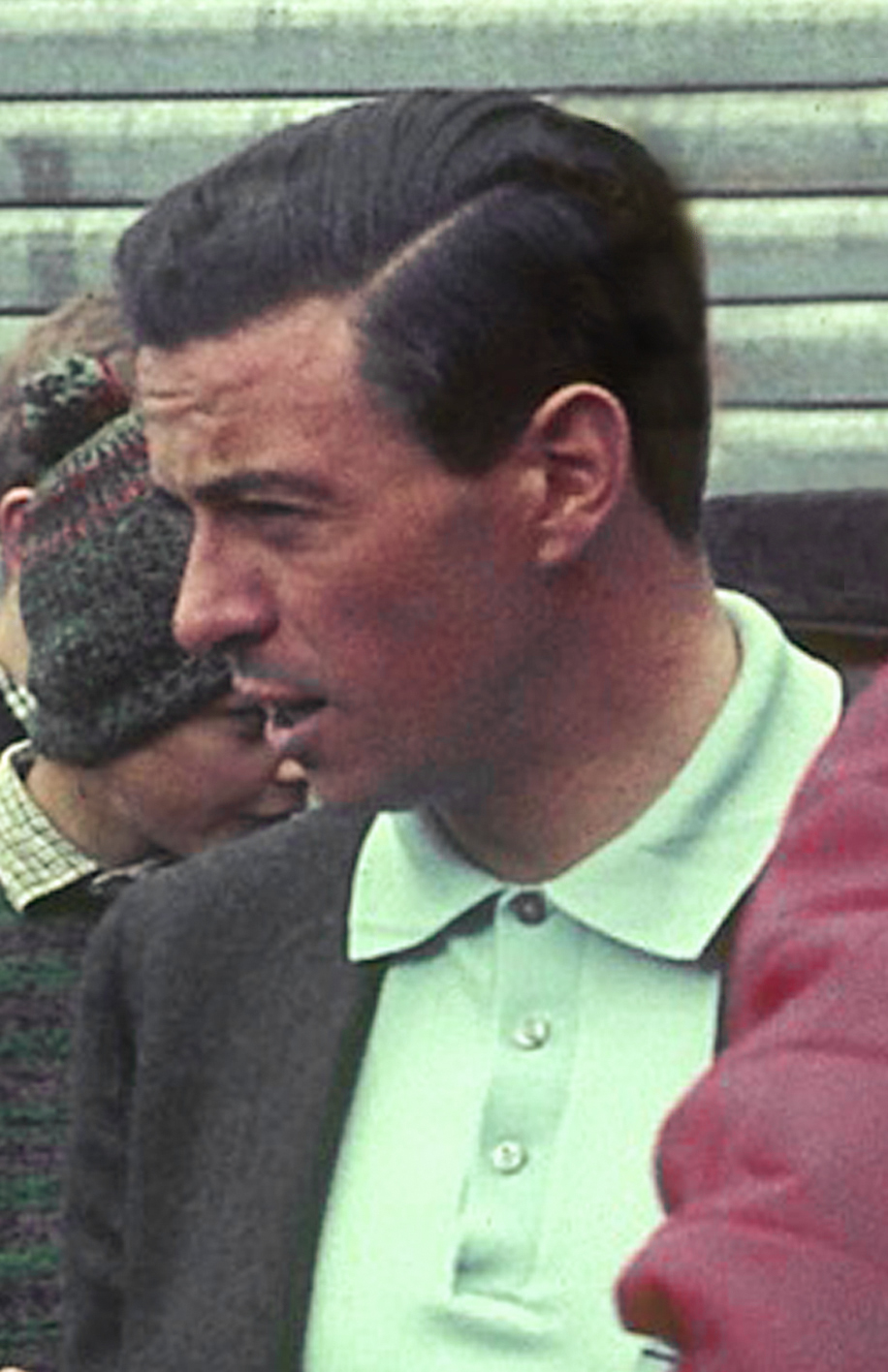
Sieger Jim Clark

Drei neue Fahrzeuge, die zuvor beim Großen Preis von Monaco noch nicht einsatzfähig waren, debütierten in der Automobilweltmeisterschaft. Nachdem British Racing Partnership seit 1958 mit Wagen anderer Konstrukteure wie zum Beispiel Lotus gefahren war, meldete das Team zum ersten Mal ein eigenes Fahrzeug, den BRP Mk1. Der Wagen hatte einen B.R.M.-Motor, war hellgrün lackiert und bis auf wenige Änderungen mit dem Lotus 24 identisch. Gefahren wurde er von Innes Ireland, sein Teamkollege Jim Hall fuhr hingegen weiterhin einen Lotus 24. Neu in der Automobilweltmeisterschaft war Scirocco-Powell, deren Fahrer Tony Settember einen Scirocco 01 fuhr. Dieser Wagen hatte einen einfachen Gitterrohrrahmen und eine weiße Lackierung, in deren Mitte ein blauer Streifen verlief. Auch er lief mit einem B.R.M.-Motor. Der dritte neue Wagen im Feld war der A.T.S. 100 des neugegründeten Teams Automobili Turismo e Sport. Nach großen internen Schwierigkeiten bei Ferrari im Vorjahr hatten viele Mitarbeiter das Team verlassen und den neuen italienischen Rennstall gegründet. Mit Phil Hill, Gewinner der Automobil-Weltmeisterschaft 1961, und Giancarlo Baghetti wurden zudem zwei ehemalige Ferrari-Fahrer verpflichtet. Der A.T.S. 100 war im Aufbau dem Ferrari 156 ähnlich und ebenfalls rot lackiert. Die Front des Wagens unterschied sich jedoch von der des Ferraris und war deutlich flacher.
Bei den anderen Werksteams gab es keine Veränderungen, nur bei Brabham fuhr Jack Brabham statt des Lotus 24 den Vorjahreswagen Brabham BT3. Sein Teamkollege Dan Gurney war weiterhin auf Brabham BT7 gemeldet. Reg Parnell Racing meldete zwei Lola Mk4 für den Grand Prix, neben Chris Amon fuhr Lucien Bianchi. Für Bianchi war es das einzige Saisonrennen, für Amon das erste, bei dem er startete, nachdem beim Großen Preis von Monaco Maurice Trintignant seinen Wagen fürs Rennen übernommen hatte.
Mit Brabham, Phil Hill und Jim Clark nahmen drei ehemalige Sieger am Grand Prix teil, bei den Konstrukteuren war zuvor Ferrari viermal erfolgreich, Cooper und Lotus jeweils einmal. In der Fahrerwertung führte Graham Hill vor seinem Teamkollegen bei B.R.M., Richie Ginther. Dritter war Bruce McLaren auf Cooper. In der Konstrukteurswertung hatte B.R.M. fünf Punkte Vorsprung auf Cooper und sechs Punkte auf Ferrari.

### Training
Nach saisonübergreifend vier Pole-Positions in Folge hatte Clark im Training Probleme mit dem Getriebe und qualifizierte sich nur auf Rang acht. Dieser Umstand gab seinem Kontrahenten Graham Hill die Möglichkeit, sich auf Startplatz eins zu qualifizieren, er hatte dabei neun Zehntelsekunden Vorsprung auf die Konkurrenz. Von Platz zwei startete Gurney. Für Brabham war dies die bis dahin beste Startposition der Teamgeschichte. Auch Ferrari war erneut konkurrenzfähig, Willy Mairesse wurde Dritter im Training, vor den beiden Cooper-Werksfahrern Tony Maggs und McLaren. Dahinter startete Brabham von Platz sechs.
Von den drei neuen Wagen im Feld war der BRP der beste, Ireland qualifizierte das Fahrzeug auf Rang sieben. Die ATS von Phil Hill und Baghetti sowie der Scirocco lagen hingegen nur im hinteren Feld. Ebenfalls auf den hinteren Startplätzen und mehrere Sekunden langsamer als die Konkurrenz waren die beiden Lolas sowie der Porsche von Carel Godin de Beaufort. Bester Fahrer eines privaten Wagens war Hall auf Lotus.
Während des Trainings gab es einen schweren Unfall von Clarks Teamkollegen Trevor Taylor. Die Ursache war ein Bruch der Hinterradaufhängung, Taylor überstand den Crash aber mit nur verhältnismäßig leichten Verletzungen.

### Rennen
Am Renntag wechselten die Wetterbedingungen. Nachdem es die Tage zuvor noch trocken und sonnig gewesen war, wurde es am Sonntag wechselhafter und einige Regenschauer gingen über der Strecke in den Stunden vor dem Rennen nieder. Auch zum Rennstart war die Strecke nass und aus leichtem Nieselregen wurde in den ersten Runden ein starker Regenschauer. Clark kam am Start besser weg als die Konkurrenten und überholte alle sieben Fahrer vor ihm. Dabei musste er mehrfach ausweichen, um Kollisionen zu vermeiden, doch bereits vor der ersten Kurve übernahm er die Führung. Dahinter setzte sich Graham Hill gegen Mairesse und Gurney durch, die mit ihm aus der ersten Startreihe ins Rennen gegangen waren. Gurney lag auf Platz drei, wurde anschließend aber von Brabham, Mairesse und Surtees überholt.
Während Clark an der Spitze einen Vorsprung auf Graham Hill herausfuhr, gab sein Teamkollege Taylor das Rennen auf. Die Verletzungen, die er beim Trainingsunfall zuvor erlitten hatte, zwangen ihn nach fünf Runden wegen zu großer Schmerzen das Rennen zu beenden. Hinter Graham Hill kämpften Brabham, Mairesse und Surtees um den dritten Platz, Surtees entschied dieses Duell für sich, während Mairesse mit Motorschaden in Runde sieben ausschied. Auch die beiden ATS erreichten das Ziel nicht und fielen mit technischen Problemen aus, ebenso wie der BRP von Ireland und der Lola von Amon.
Nach der Hälfte des Rennens wurde der Regen noch stärker und machte die Strecke beinahe unfahrbar. Clark fuhr unter diesen Bedingungen mehrere Sekunden pro Runde schneller als seine Kontrahenten und vergrößerte seinen Vorsprung stetig. Die Positionskämpfe dahinter waren vor allem durch technische Probleme geprägt. Sowohl Brabham als auch Graham Hill schieden aus, und auch Surtees erreichte das Ziel nicht. Durch die starken Regenfälle verunfallten außerdem Hall und Bianchi. Siffert drehte sich von der Strecke und schied ebenfalls aus.
Auch Settember und Maggs verloren die Kontrolle über ihre Wagen und verunfallten, wurden aber noch auf den Plätzen sieben und acht gewertet. Kurz vor Rennende wurden die Bedingungen so schlecht, dass Colin Chapman, Teamchef von Lotus, die Offiziellen aufforderte, den Grand Prix abzubrechen. Doch sie entschieden sich dagegen. Teilweise sahen die Fahrer kaum noch etwas und die Geschwindigkeiten wurden in den letzten Runden stark gedrosselt. Nach dem Rennen sagte Clark, dass die Bedingungen in den letzten Rennrunden schrecklich waren, er musste sehr langsam im höchsten Gang fahren, die anderen Wagen drehten sich sogar auf den langen Geraden von der Strecke und es war sehr gefährlich das Rennen fortzusetzen.
Von den verbliebenen sechs Fahrern dominierte Clark das Renngeschehen und überrundete bis auf McLaren das gesamte Feld. Im Ziel hatte er auf McLaren knapp fünf Minuten Vorsprung und gewann überlegen sein erstes Saisonrennen. Dieser Sieg bildete für ihn und Lotus den Auftakt zu einer Siegesserie von vier Rennen in Folge und war gleichzeitig sein zweiter Erfolg von vier in Folge beim Großen Preis von Belgien. McLaren lag zwei Runden vor Rennende noch auf Platz vier, überholte dann aber noch Gurney und Ginther. Mit dem zweiten Platz übernahm McLaren die Führung in der Fahrerweltmeisterschaft und hatte sie das letzte Mal in seiner Karriere inne. Gurney setzte sich im Zweikampf gegen Ginther durch und erreichte mit Rang drei den ersten Podestplatz für das Brabham-Team. Außerdem kamen Bonnier und de Beaufort auf den Plätzen fünf und sechs ins Ziel und erreichten somit ebenfalls die Punkteränge.
In der Fahrerwertung führte McLaren mit einem Punkt Vorsprung vor den punktgleichen Clark, Graham Hill und Ginther. In der Konstrukteurswertung behielt B.R.M. die Führung, Lotus verbesserte sich auf Rang zwei vor Cooper und Brabham.

## Meldeliste
| Team                        | Nr. | Fahrer                  | Chassis        | Motor          | Reifen |
| --------------------------- | --- | ----------------------- | -------------- | -------------- | ------ |
| Team Lotus                  | 01  | Jim Clark               | Lotus 25       | Climax 1.5 V8  | D      |
| Team Lotus                  | 02  | Trevor Taylor           | Lotus 25       | Climax 1.5 V8  | D      |
| British Racing Partnership  | 04  | Innes Ireland           | BRP Mk1        | BRM 1.5 V8     | D      |
| British Racing Partnership  | 04  | Innes Ireland           | Lotus 24       | BRM 1.5 V8     | D      |
| British Racing Partnership  | 05  | Jim Hall                | Lotus 24       | BRM 1.5 V8     | D      |
| Owen Racing Organisation    | 07  | Graham Hill             | BRM P57        | BRM 1.5 V8     | D      |
| Owen Racing Organisation    | 08  | Richie Ginther          | BRM P57        | BRM 1.5 V8     | D      |
| Scuderia Ferrari SpA SEFAC  | 09  | John Surtees            | Ferrari 156/63 | Ferrari 1.5 V6 | D      |
| Scuderia Ferrari SpA SEFAC  | 10  | Willy Mairesse          | Ferrari 156/63 | Ferrari 1.5 V6 | D      |
| Rob Walker Racing Team      | 12  | Joakim Bonnier          | Cooper T60     | Climax 1.5 V8  | D      |
| Rob Walker Racing Team      | 12  | Joakim Bonnier          | Cooper T66     | Climax 1.5 V8  | D      |
| Cooper Car Company          | 14  | Bruce McLaren           | Cooper T66     | Climax 1.5 V8  | D      |
| Cooper Car Company          | 15  | Tony Maggs              | Cooper T66     | Climax 1.5 V8  | D      |
| Brabham Racing Organisation | 17  | Jack Brabham            | Brabham BT3    | Climax 1.5 V8  | D      |
| Brabham Racing Organisation | 18  | Dan Gurney              | Brabham BT7    | Climax 1.5 V8  | D      |
| Reg Parnell Racing          | 21  | Chris Amon              | Lola MK4A      | Climax 1.5 V8  | D      |
| Reg Parnell Racing          | 22  | Lucien Bianchi          | Lola Mk4       | Climax 1.5 V8  | D      |
| Scirocco-Powell             | 24  | Tony Settember          | Scirocco 01    | BRM 1.5 V8     | D      |
| Automobili Turismo e Sport  | 26  | Phil Hill               | A.T.S. 100     | A.T.S. 1.5 V8  | D      |
| Automobili Turismo e Sport  | 27  | Giancarlo Baghetti      | A.T.S. 100     | A.T.S. 1.5 V8  | D      |
| Siffert Racing Team         | 28  | Joseph Siffert          | Lotus 24       | BRM 1.5 V8     | D      |
| Ecurie Maarsbergen          | 29  | Carel Godin de Beaufort | Porsche 718    | Porsche 1.5 B4 | D      |

Anmerkungen
1. 1 2  Innes Ireland fuhr den BRP mit der Nummer 4 in den Trainingssitzungen und im Rennen.
2. 1 2  Joakim Bonnier fuhr den Cooper T60 mit der Nummer 12 in den Trainingssitzungen und im Rennen.

## Klassifikationen

### Startaufstellung
| Pos. | Fahrer                  | Konstrukteur    | Zeit   | Ø-Geschwindigkeit | Start |
| ---- | ----------------------- | --------------- | ------ | ----------------- | ----- |
| 01   | Graham Hill             | B.R.M.          | 3:54,1 | 216,83 km/h       | 01    |
| 02   | Dan Gurney              | Brabham-Climax  | 3:55,0 | 216,83 km/h       | 02    |
| 03   | Willy Mairesse          | Ferrari         | 3:55,3 | 215,72 km/h       | 03    |
| 04   | Tony Maggs              | Cooper-Climax   | 3:56,0 | 215,08 km/h       | 04    |
| 05   | Bruce McLaren           | Cooper-Climax   | 3:56,2 | 214,90 km/h       | 05    |
| 06   | Jack Brabham            | Brabham-Climax  | 3:56,6 | 214,54 km/h       | 06    |
| 07   | Innes Ireland           | BRP-B.R.M.      | 3:56,9 | 214,27 km/h       | 07    |
| 08   | Jim Clark               | Lotus-Climax    | 3:57,1 | 214,09 km/h       | 08    |
| 09   | Richie Ginther          | B.R.M.          | 3:57,6 | 213,64 km/h       | 09    |
| 10   | John Surtees            | Ferrari         | 3:57,9 | 213,37 km/h       | 10    |
| 11   | Trevor Taylor           | Lotus-Climax    | 3:58,1 | 213,19 km/h       | 11    |
| 12   | Jim Hall                | Lotus-B.R.M.    | 4:00,1 | 211,41 km/h       | 12    |
| 13   | Joakim Bonnier          | Cooper-Climax   | 4:00,1 | 211,41 km/h       | 13    |
| 14   | Joseph Siffert          | Lotus-B.R.M.    | 4:02,3 | 209,49 km/h       | 14    |
| 15   | Chris Amon              | Lola-Climax     | 4:04,9 | 207,27 km/h       | 15    |
| 16   | Lucien Bianchi          | Lola-Climax     | 4:06,5 | 205,92 km/h       | 16    |
| 17   | Phil Hill               | A.T.S.          | 4:06,7 | 205,51 km/h       | 17    |
| 18   | Carel Godin de Beaufort | Porsche         | 4:14,6 | 199,37 km/h       | 18    |
| 19   | Tony Settember          | Scirocco-B.R.M. | 4:25,2 | 191,40 km/h       | 19    |
| 20   | Giancarlo Baghetti      | A.T.S.          | 4:33,6 | 185,53 km/h       | 20    |

### Rennen
| Pos. | Fahrer                  | Konstrukteur    | Runden | Stopps | Zeit       | Start | Schnellste Runde |
| ---- | ----------------------- | --------------- | ------ | ------ | ---------- | ----- | ---------------- |
| 01   | Jim Clark               | Lotus-Climax    | 32     |        | 2:27:47,6  | 08    | 3:58,1           |
| 02   | Bruce McLaren           | Cooper-Climax   | 32     |        | + 4:54,0   | 05    |                  |
| 03   | Dan Gurney              | Brabham-Climax  | 31     |        | + 1 Runde  | 02    |                  |
| 04   | Richie Ginther          | B.R.M.          | 31     |        | + 1 Runde  | 09    |                  |
| 05   | Joakim Bonnier          | Cooper-Climax   | 30     |        | + 2 Runden | 13    |                  |
| 06   | Carel Godin de Beaufort | Porsche         | 30     |        | + 2 Runden | 18    |                  |
| 07   | Tony Maggs              | Cooper-Climax   | 27     |        | + 5 Runden | 04    |                  |
| 08   | Tony Settember          | Scirocco-B.R.M. | 25     |        | + 7 Runden | 19    |                  |
| –    | John Surtees            | Ferrari         | 18     |        | DNF        | 10    |                  |
| –    | Lucien Bianchi          | Lola-Climax     | 17     |        | DNF        | 16    |                  |
| –    | Graham Hill             | B.R.M.          | 17     |        | DNF        | 01    |                  |
| –    | Jim Hall                | Lotus-B.R.M.    | 16     |        | DNF        | 12    |                  |
| –    | Joseph Siffert          | Lotus-B.R.M.    | 14     |        | DNF        | 14    |                  |
| –    | Phil Hill               | A.T.S.          | 13     |        | DNF        | 17    |                  |
| –    | Jack Brabham            | Brabham-Climax  | 12     |        | DNF        | 06    |                  |
| –    | Chris Amon              | Lola-Climax     | 10     |        | DNF        | 15    |                  |
| –    | Innes Ireland           | BRP-B.R.M.      | 9      |        | DNF        | 07    |                  |
| –    | Giancarlo Baghetti      | A.T.S.          | 8      |        | DNF        | 20    |                  |
| –    | Willy Mairesse          | Ferrari         | 7      |        | DNF        | 03    |                  |
| –    | Trevor Taylor           | Lotus-Climax    | 5      |        | DNF        | 11    |                  |

## WM-Stände nach dem Rennen
Die ersten sechs des Rennens bekamen 9, 6, 4, 3, 2, 1 Punkte. Es zählten nur die sechs besten Ergebnisse aus zehn Rennen. In der Konstrukteurswertung zählten dabei nur die Punkte des bestplatzierten Fahrers eines Teams.

### Fahrerwertung
| Pos. | Fahrer                  | Konstrukteur                  | Punkte |
| ---- | ----------------------- | ----------------------------- | ------ |
| 01   | Bruce McLaren           | Cooper-Climax                 | 10     |
| 03   | Jim Clark               | Lotus-Climax                  | 9      |
| 02   | Graham Hill             | B.R.M.                        | 9      |
| 04   | Richie Ginther          | B.R.M.                        | 9      |
| 05   | Dan Gurney              | Brabham-Climax                | 4      |
| 06   | John Surtees            | Ferrari                       | 3      |
| 07   | Tony Maggs              | Cooper-Climax                 | 2      |
| 08   | Joakim Bonnier          | Cooper-Climax                 | 2      |
| 09   | Trevor Taylor           | Lotus-Climax                  | 1      |
| 10   | Carel Godin de Beaufort | Porsche                       | 1      |
| 11   | Jack Brabham            | Brabham-Climax / Lotus-Climax | 0      |

| Pos. | Fahrer              | Konstrukteur             | Punkte |
| ---- | ------------------- | ------------------------ | ------ |
| 12   | Tony Settember      | Scirocco-B.R.M.          | 0      |
| –    | Innes Ireland       | BRP-B.R.M / Lotus-B.R.M. | 0      |
| –    | Willy Mairesse      | Ferrari                  | 0      |
| –    | Lucien Bianchi      | Lola-Climax              | 0      |
| –    | Maurice Trintignant | Lola-Climax              | 0      |
| –    | Jim Hall            | Lotus-B.R.M.             | 0      |
| –    | Joseph Siffert      | Lotus-B.R.M.             | 0      |
| –    | Phil Hill           | A.T.S.                   | 0      |
| –    | Chris Amon          | Lola-Climax              | 0      |
| –    | Giancarlo Baghetti  | A.T.S.                   | 0      |

### Konstrukteurswertung
| Pos. | Konstrukteur   | Punkte |
| ---- | -------------- | ------ |
| 01   | B.R.M.         | 12     |
| 03   | Lotus-Climax   | 10     |
| 02   | Cooper-Climax  | 10     |
| 04   | Brabham-Climax | 4      |
| 05   | Ferrari        | 3      |
| 06   | Porsche        | 1      |

| Pos. | Konstrukteur    | Punkte |
| ---- | --------------- | ------ |
| 07   | Scirocco-B.R.M. | 0      |
| –    | BRP-B.R.M.      | 0      |
| –    | Lola-Climax     | 0      |
| –    | Lotus-B.R.M.    | 0      |
| –    | A.T.S.          | 0      |